# Belsay
Belsay est une paroisse civile et un village du Northumberland, en Angleterre. La population de la paroisse civile était de 436 habitants au recensement de 2001, passant à 518 au recensement de 2011. Le château de Belsay y est situé.